# Isognathus leachii
Espèce
Isognathus leachii est  une espèce d’insectes lépidoptères de la famille des Sphingidae, de la sous-famille des Macroglossinae, de la tribu des Dilophonotini.

## Description
L' envergure est d'environ 85 mm pour les mâles et 94 mm pour les femelles. Il y a des bandes indistinctes sur le dessus de l'abdomen et une tache allongé sur le dessus des ailes. Le bord intérieur de la bande marginale brun foncé de la partie supérieure de l'aile postérieure est nettement et régulièrement denté, sa largeur n'est pas constante.
Les chenilles sont très colorées signalant par ce biais leur potentiel de toxicité aux prédateurs.

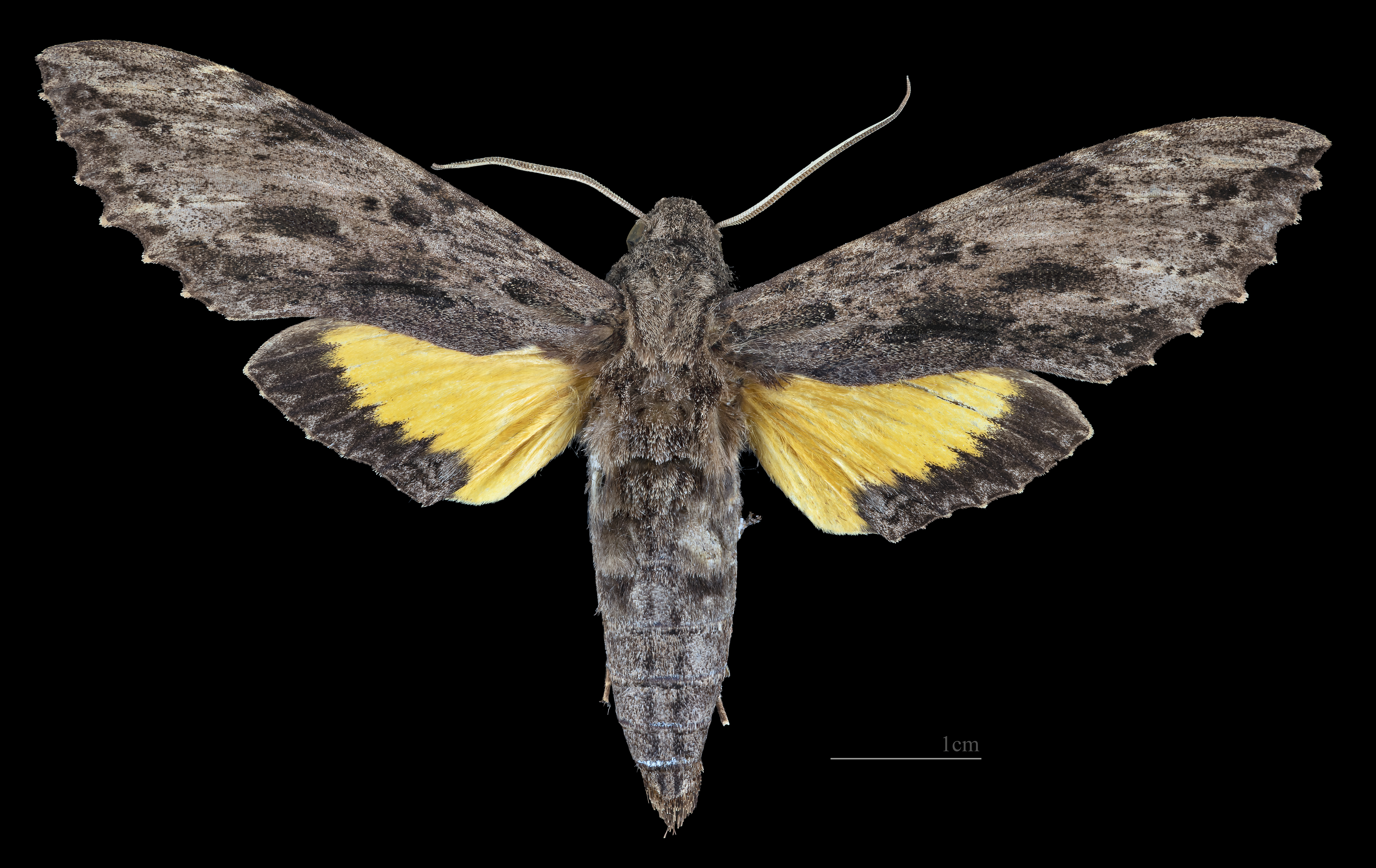
Avers de la femelle (coll.MHNT)
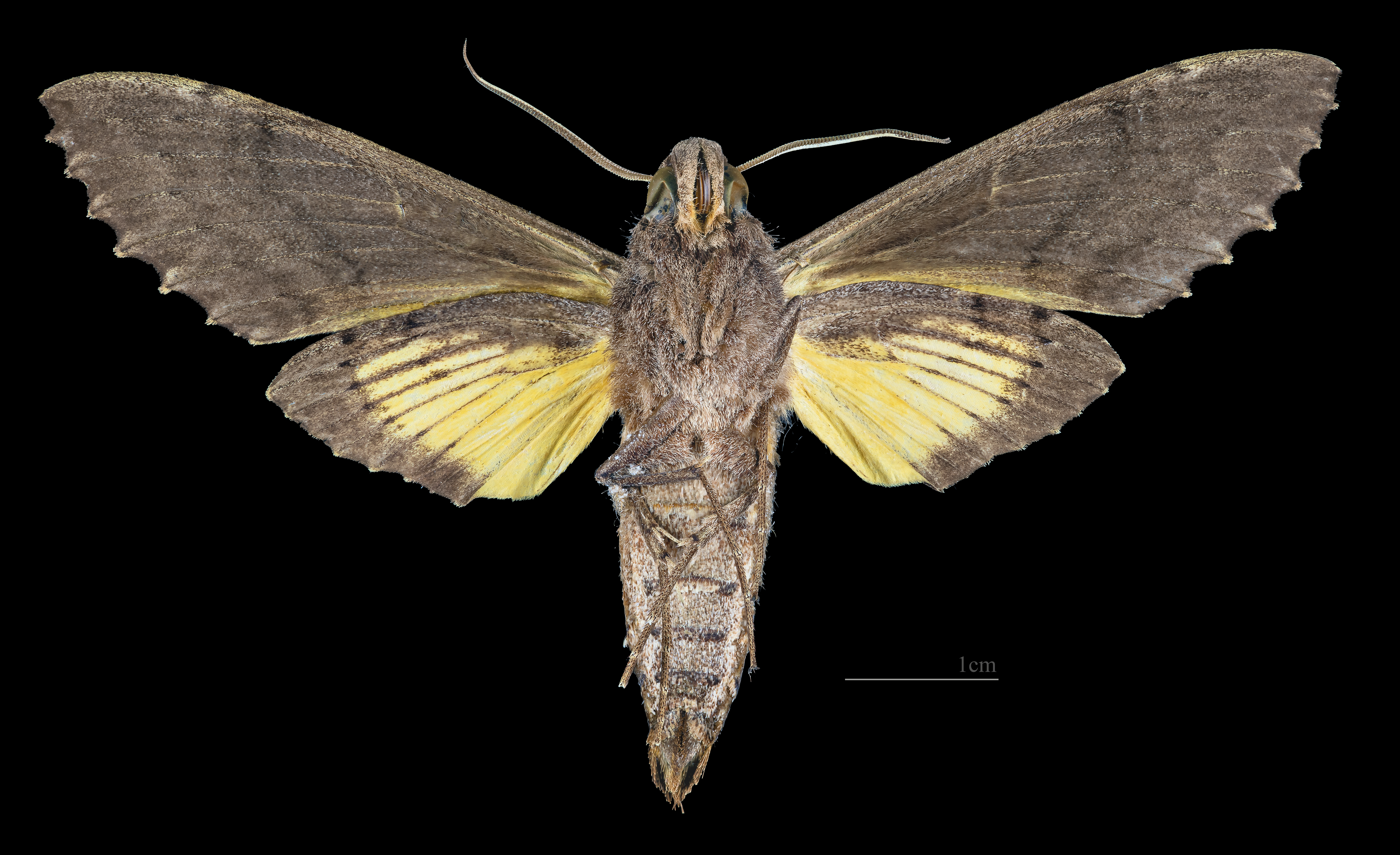
Revers de la femelle (coll.MHNT)

## Répartition et habitat
Répartition
L'espèce est connue au sud du Panama, en Colombie, au Venezuela, au Brésil, en Équateur, en Bolivie et en Argentine.
Habitat
L'habitat est représenté par les forêts tropicales, à partir du niveau de la mer jusqu'à des altitudes moyennes.

## Biologie
L'espèce est multivoltine, avec des adultes qui volent pendant tous les mois de l'année. Les chenilles se nourrissent sur Allamanda cathartica et Allamanda blanchetii.

## Systématique
L'espèce Isognathus leachii a été décrite  par le naturaliste britannique William John Swainson en 1823 . La localité type est le Brésil.

### Synonymie
- Sphinx leachii Swainson, 1823 protonyme
- Isognathus metascyron Butler, 1875
- Anceryx cahuchu Boisduval, 1875